# Hellboy: The Science of Evil
Hellboy: The Science of Evil es un videojuego adaptado de la película Hellboy de 2004 de Guillermo del Toro, basado en el personaje del cómic de el mismo nombre. Fue lanzado para PlayStation 3, Xbox 360 y PlayStation Portable el 24 de junio de 2008 en Norteamérica, seguido de un lanzamiento el 15 de agosto en Europa y el 22 de agosto en Australia.
Todas las versiones siguen la misma historia, sin embargo, la versión del juego para PSP difiere de las versiones de Xbox 360 y PlayStation. Hay 3 personajes jugables: Hellboy, Abe Sapien y Liz Sherman. Se planeó incluir a Lobster Johnson como personaje jugable, con la voz de Bruce Campbell, pero el DLC nunca se lanzó. Herman von Klempt (con la voz de Jürgen Prochnow) es el villano principal del juego, junto con varios de sus 'kriegaffen'. El juego tiene modo cooperativo multijugador en línea y fuera de línea para hasta 2 jugadores.
El juego fue creado bajo la dirección creativa del creador del cómic, Mike Mignola, y del director de la película, Guillermo del Toro. Ron Perlman, Selma Blair y Doug Jones repiten sus papeles de la película como Hellboy, Liz Sherman y Abe Sapien respectivamente, proporcionando locuciones.

## Jugabilidad
Los jugadores controlan a Hellboy en una perspectiva de tercera persona a medida que avanzan a través de una serie de niveles divididos en seis capítulos. Los niveles constan de etapas y rutas separadas ocupadas por múltiples grupos de enemigos que difieren entre capítulos. En la mayoría de los casos, todos los enemigos en un área deben ser derrotados para poder pasar a la siguiente fase del capítulo, con barreras fantasmales de humo que bloquean los caminos mientras los enemigos permanecen presentes. Para combatir a sus oponentes, Hellboy usa su piedra "right hand of doom" para la mayoría de situaciones de combate cuerpo a cuerpo, con ataques pesados y rápidos que se pueden mezclar para obtener combinaciones variadas. Los enemigos pueden eventualmente quedar aturdidos, como lo indica un destello gris. Hellboy también realiza otros ataques, como golpes y cabezazos, junto con movimientos finales cinematográficos cuando su oponente está al borde de la muerte. Estos movimientos finales son necesarios en las peleas contra jefes. Cuando Hellboy derrota a sus enemigos, recibe energía que se almacena en su medidor de salud. Esta energía se utiliza para ejecutar ciertos movimientos de agarre y para activar el "Hellmode", donde la mano derecha de la fatalidad de Hellboy queda envuelta en llamas causando más daño en combate.
Otra arma que se puede utilizar es la pistola de gran tamaño de Hellboy conocida como Samaritan. El arma dispara disparos únicos con hasta nueve tipos diferentes de munición (algunos tipos no están disponibles en determinados niveles). Si bien la mayoría de los tipos son para dañar a los oponentes como municiones "Pesadas", "Granada" y "Splinter", otras se pueden usar durante los acertijos del juego como "Ignite" para encender balizas o "Liberar" para destruir enredaderas malditas. Tipos adicionales de munición como "Carga" sólo se pueden obtener derrotando a ciertos enemigos con un movimiento final.
Hellboy puede recoger varios objetos en cada nivel para usarlos como proyectil o arma, como barriles, martillos, tuberías, rocas e incluso partes de enemigos o sus propias armas. Algunos elementos se utilizan en tareas para avanzar a través de niveles, como encender fuegos o linternas. Otros elementos del rompecabezas incluyen ciertos obstáculos como puertas y paredes agrietadas que requieren que Hellboy los atraviese con su mano derecha de fatalidad y luego tire de las palancas conectadas a las obstrucciones. A lo largo del modo para un jugador, hay objetos coleccionables en forma de artefactos y tradiciones. Estos actúan como pequeños detalles adicionales a la historia y aumentan la capacidad máxima de energía para la habilidad Hellmode.
El modo historia se puede jugar de forma cooperativa con otro jugador, tanto localmente con otro mando como online a través de Xbox Live para la versión Xbox 360 y PlayStation Network para la versión PlayStation 3. El anfitrión del juego siempre juega como Hellboy y puede guardar cada capítulo, mientras que el segundo jugador tiene la opción de jugar como Abe Sapien o Liz Sherman, ambos con sus propias habilidades y formas de combate únicas, como las de Abe. variedad de movimientos de artes marciales para el combate o la piroquinesis de Liz.

## Trama
La trama comienza en Rumania, donde Hellboy ha sido enviado a rastrear a una bruja enloquecida a través de un cementerio abandonado habitado por hombres lobo y no-muertos. Mientras lucha contra la bruja, ella se transforma en un enjambre de cuervos que se retira y se refugia en la aldea cercana. Cuando llega Hellboy, un soldado nazi lo embosca y lo empuja cuesta abajo hacia la aldea.
La acción se traslada a 25 años antes, en una parte desconocida del Japón rural, donde Hellboy ha sido enviado para investigar informes de actividad paranormal. Él es rápidamente atacado por un Oni Oni (folclore). Más tarde, un viejo monje revela que la hostilidad de los Oni se debe a que su artefacto sagrado conocido como El Viento fue robado por los nazis, bajo el mando de Herman von Klempt, quien busca usarlo para reanimar a un no-muerto. ejército nazi. Después de dirigirse a los acantilados, Hellboy ve a Klempt pero es atacado por uno de los Kriegaffe de Herman. Su lucha continúa en un antiguo templo hasta que Herman cae por los acantilados después de ser golpeado accidentalmente por un tronco arrojado por su propio siervo. Hellboy le devuelve el artefacto al viejo monje.
La historia continúa en el presente en Rumania con Hellboy persiguiendo a la bruja hasta la aldea abandonada, que está llena de muertos vivientes y aparecidos nazis que luchan entre sí. En una batalla final con la bruja en la iglesia del pueblo, Hellboy derriba la campana gigante, aplastando a la bruja. A esto le sigue el colapso de la iglesia misma con Hellboy cayendo en las catacumbas, donde encuentra un grupo de nazis no-muertos excavando criaturas parecidas a un Ogdru Hem, y también extrayendo una fuente de energía verde del suelo. La perturbación provocó que las catacumbas se llenaran de "monstruos rana". Finalmente, Hellboy destruye los cimientos de las catacumbas, lo que hace que se derrumben y lo arrojen a un abismo.
El siguiente capítulo sigue a Hellboy en una misión pasada hace 40 años en el desierto de Túnez. Se topa con un soldado alienígena herido que le cuenta que los nazis intentaron nuevamente hacerse con el poder. Esta vez intentaron utilizar una bestia alienígena, pero fracasaron y, aunque el alienígena está contenido en una prisión de cristal, estaba controlando a los nazis caídos en un intento de destruir toda la vida en la Tierra. Más adelante, otro soldado revela que la bestia había seguido a los soldados alienígenas hasta la Tierra. Hellboy rastrea y lucha contra el gusano gigante mientras está bajo tierra. Lleva al gusano a la superficie y lo derrota.
En la actualidad, Hellboy se despierta después de ser varado en las costas de una parte desconocida de Europa del Este. Allí encuentra un castillo gigante en el acantilado. Intenta enviar una transmisión como respaldo, pero su señal de radio se superpone con la de Herman von Klempt, alertando a ambos de la presencia del otro. Después de adentrarse más en el castillo, Hellboy se encuentra con un soldado no-muerto que le dice que el castillo fue construido por los nazis para llevar a cabo sus experimentos, y Klempt regresa para terminar su trabajo. Hellboy finalmente localiza a Klempt hasta su laboratorio. Klempt libera un cyborg mutante gigante para matar a Hellboy, pero durante la batalla la sala de control de Klempt se incendia y sufre graves quemaduras, revelando que es un robot. Después de que Hellboy y el cyborg continúan su batalla afuera, la verdadera cabeza de Klempt aparece en un frasco flotante. Hellboy agarra el frasco de Klempt y lo introduce en el núcleo de poder en la espalda del mutante, lo que hace que explote, arrojando a Hellboy fuera del castillo y al océano. Después de emerger del agua, Hellboy observa la destrucción del castillo solo para de repente ver el mismo enjambre de cuervos en el que se convirtió la bruja que lleva a Hellboy una vez más a otra misión.

## Recepción
El juego recibió "críticas generalmente desfavorables" en todas las plataformas según el videojuego agregador de reseñas Metacritic. Si bien algunos críticos elogiaron el estilo de combate, la mayoría se quejó de que el juego tenía una jugabilidad repetitiva y que los gráficos no estaban a la altura de los estándares de la generación actual de consolas. TeamXbox afirmó que si este juego se hubiera creado para consolas de última generación, le habría ido mejor, pero como no lo fue, pierde atractivo. X-Play le dio un 1 sobre 5, y Hardcore Gamer le dio 2.5 sobre 5.